# 유자장
유자장(劉子張, 생몰년 미상)은 전한의 종실로 전한 경제의 장남 장사정왕의 현손으로 창오태수(蒼梧太守)를 지낸 유리(劉利)의 아들, 현한을 세운 경시제의 부친이다.

## 생애
생전 유자장은 취기로 인해 정장(亭長)과 시비가 붙었고 정장을 칼로 찔러 죽였다. 약 10년 후 유자장의 차남 유건(劉騫)이 정장의 아들에게 피살당하자 유건의 형 유현은 문객들과 유건의 일을 복수하려 하였다. 결국 문객이 일을 저지르자 유현은 평림(平林)으로 도주해 체포를 면했으나 관리들은 유현의 부친 유자장을 대신 체포하였다.
그 후, 유현 본인이 죽은 척 하고 상을 치르자 관리는 유자장을 풀어줬고 유현은 도주하였다. 이후 유자장의 행적은 전해지지 않으며 아들 유현은 현한을 세우고 경시제로 즉위하였다. 경시제로 즉위한 유현은 부친을 따로 추존하지 않았다.

## 가족

### 조상
- 현조부: 경제(景帝)
- 고조부: 장사정왕
- 증조부: 용릉절후
- 조부: 유웅거(劉熊渠) - 용릉대후(舂陵戴侯)
- 부친: 유리(劉利) - 창오태수(蒼梧太守)

### 후손
- 아내: 하씨(河氏)
- 장남: 경시제
- 차남: 유건(劉騫)

## 참고
- 劉子張